# Heracles Almelo
L'Heracles Almelo és un club de futbol neerlandès de la ciutat d'Almelo.

## Història
L'Heracles Almelo va ser fundat el 3 de maig de 1903 amb el nom del semidéu Hèracles (Hèrcules) fill de Zeus, de la mitologia grega. El club canvià de nom l'1 de juliol de 1974 esdevenint SC Heracles '74 i finalment adoptà el seu nom actual l'any 1998. El club guanyà el campionat nacional dos cops els anys 1927 i 1941. Un dels seus jugadors més destacats va ser el sud-africà Steve Mokone, conegut com a "el meteor negre", el primer futbolista negre que va jugar a Holanda.
La sisena plaça a l'Eredivisie la temporada 2015-2016 va fer-los disputar per primera vegada una competició europea, la tercera ronda classificatòria de la Lliga Europa de la UEFA 2016-2017, després de vèncer el FC Groningen i l'FC Utrecht.

## Palmarès
- Eredivisie:[3]
  - 1927, 1941
- Copa neerlandesa de futbol:[4]
  - Finalista l'any 2011–12
- Eerste Divisie:
  - 1962, 1985, 2005,[5] 2022–23

## Entrenadors destacats

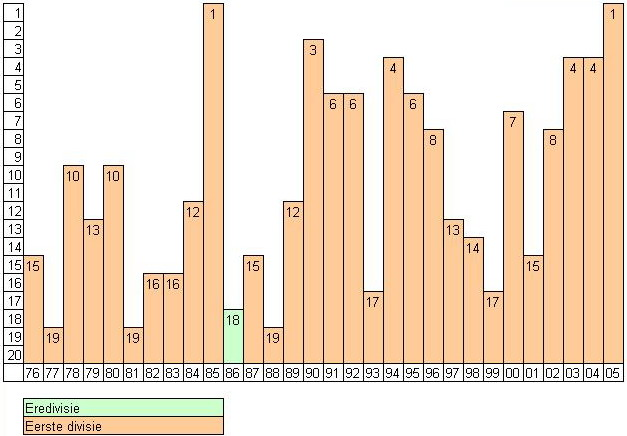
Gràfica Heracles Almelo 1976-2005

- Peter Bosz
- Henk ten Cate
- Azing Griever
- Hennie Hollink
- Fritz Korbach
- Gerard Marsman
- Jan van Staa
- Gertjan Verbeek